# José Quiñaliza
José Quiñaliza (21 luglio 1961) è un triplista ecuadoriano.

## Biografia
Quiñaliza ha preso parte nel corso della sua carriera seniores, sviluppatasi nel corso degli anni Ottanta, a numerose manifestazioni regionali e extra-continentali, che lo hanno portato a vincere alcune medaglie continentali e partecipare nel 1988 ai Giochi olimpici di Seul 1988.
Al termine dell'attività agonistica maggiore, Quiñaliza oltre ad essere diventato allenatore, ha continuato a competere nei Mondiali master, vincendo alcune medaglie.

## Palmarès
| Anno | Manifestazione             | Sede         | Evento       | Risultato | Prestazione | Note |
| ---- | -------------------------- | ------------ | ------------ | --------- | ----------- | ---- |
| 1983 | Sudamericani               | Santa Fe     | Salto triplo | Argento   | 15,52 m     |      |
| 1983 | Mondiali                   | Helsinki     | Salto triplo | 22º (q)   | 15,18 m     |      |
| 1986 | Giochi sudamericani        | Santiago     | Salto triplo | Oro       | 15.40 m     |      |
| 1986 | Campionati ibero-americani | L'Avana      | Salto triplo | 4º        | 15,36 m     |      |
| 1987 | Mondiali indoor            | Indianapolis | Salto triplo | 17º (q)   | 14,77 m     |      |
| 1987 | Giochi panamericani        | Indianapolis | Salto triplo | 9º        | 15,62 m     |      |
| 1987 | Sudamericani               | San Paolo    | Salto triplo | Bronzo    | 15,77 m     |      |
| 1988 | Giochi olimpici            | Seul         | Salto triplo | 25º (q)   | 15,86 m     |      |
| 1989 | Sudamericani               | Medellín     | Salto triplo | 4º        | 16,35 m     |      |
| 1989 | Giochi boliviariani        | Maracaibo    | Salto triplo | Argento   | 15,92 m     |      |